# Tomáš Šmíd
Tomáš Šmíd (Pilsen, 20 de mayo de 1956) es un ex tenista profesional, checo. Alcanzó a ser número 1 del ranking en la modalidad dobles, mientras que en individuales llegó al puesto 11.

## Títulos
Solo se tienen en cuenta los títulos ATP. Los challenger, futures y otros torneos menores no forman parte de este recuento.

### Individuales
| Leyenda                |
| Grand Slam (0)         |
| Tennis Masters Cup (0) |
| ATP Masters Series (0) |
| GP Tour (9)            |

| N.º | Fecha                    | Torneo                      | Superficie    | Oponente en la final          | Resultado           |
| --- | ------------------------ | --------------------------- | ------------- | ----------------------------- | ------------------- |
| 1.  | 28 de enero de 1978      | Sarasota, Estados Unidos    | Moqueta       | Nick Saviano (Estados Unidos) | 7-6 0-6 7-5         |
| 2.  | 16 de julio de 1979      | Stuttgart Outdoor, Alemania | Tierra batida | Ulrich Pinner (Alemania)      | 6-4 6-0 6-2         |
| 3.  | 10 de marzo de 1980      | Stuttgart Indoor, Alemania  | Dura          | Mark Cox (Gran Bretaña)       | 6-1 6-3 5-7 1-6 6-4 |
| 4.  | 17 de noviembre de 1980  | Bolonia, Italia             | Moqueta       | Paolo Bertolucci (Italia)     | 7-5 6-2             |
| 5.  | 19 de enero de 1982      | México, D.F., México        | Moqueta       | John Sadri (Estados Unidos)   | 3-6 7-6 4-6 7-6 6-2 |
| 6.  | 26 de julio de 1982      | Cap D'Adge, Francia         | Tierra batida | Lloyd Bourne (Estados Unidos) | 6-3 6-4 5-7 6-2     |
| 7.  | 16 de mayo de 1983       | Múnich, Alemania            | Tierra batida | Joakim Nystrom (Suecia)       | 6-0 6-3 4-6 2-6 7-5 |
| 8.  | 18 de julio de 1983      | Hilversum, Holanda          | Tierra batida | Balazs Taroczy (Hungría)      | 6-4 6-4             |
| 9.  | 16 de septiembre de 1985 | Ginebra, Suiza              | Tierra batida | Mats Wilander (Suecia)        | 6-4 6-4             |

### Finalista en Individuales
- 1978: 
  - GP de Montecarlo pierde ante Raúl Ramírez por 3-6 3-6 4-6 sobre tierra batida.
  - GP de Madrid pierde ante José Higueras por 7-6 3-6 3-6 4-6 sobre tierra batida.
- 1979:
  - GP de Hilversum pierde ante Balazs Taroczy por 2-6 2-6 1-6 sobre tierra batida.
- 1980:
  - GP de Viena pierde ante Ángel Giménez por 6-1 RET sobre tierra batida.
- 1981:
  - GP de Fráncfort pierde ante John McEnroe por 2-6 3-6 sobre carpeta.
  - GP de Ginebra pierde ante Björn Borg por 4-6 3-6 sobre tierra batida.
- 1982:
  - GP de Múnich pierde ante Ivan Lendl por 6-3 3-6 1-6 2-6 sobre carpeta.
  - GP de Ginebra pierde ante Mats Wilander por 5-7 6-4 4-6 sobre tierra batida.
  - GP de Toulouse pierde ante Yannick Noah por 3-6 2-6 sobre superficie dura.
- 1983:
  - GP de Bournemouth pierde ante José Higueras por 6-2 6-7 5-7 sobre tierra batida.
  - GP de Gstaad pierde ante Sandy Mayer por 0-6 3-6 2-6 sobre tierra batida.
  - GP de Estocolmo pierde ante Mats Wilander por 1-6 5-7 sobre superficie dura.
- 1984:
  - GP de Madrid pierde ante John McEnroe por 0-6 4-6 sobre carpeta.
  - GP de Luxemburgo pierde ante Ivan Lendl por 4-6 4-6 sobre carpeta.
  - GP de Hilversum pierde ante Anders Jarryd por 3-6 3-6 6-2 2-6 sobre tierra batida.
  - GP de Hong Kong pierde ante Andrés Gómez por 3-6 2-6 sobre superficie dura.
- 1985:
  - GP de Toulouse pierde ante Yannick Noah por 4-6 4-6 sobre superficie dura.
- 1987:
  - GP de Praga pierde ante Marian Vajda por 1-6 3-6 sobre tierra batida.

### Clasificación en torneos del Grand Slam
| Torneo               | 1988 | 1987 | 1986 | 1985 | 1984 | 1983 | 1982 | 1981 | 1980 | 1979 | 1978 | 1977 | 1976 | Títulos |
| -------------------- | ---- | ---- | ---- | ---- | ---- | ---- | ---- | ---- | ---- | ---- | ---- | ---- | ---- | ------- |
| Abierto de Australia | -    | -    | -    | 1r   | -    | Q    | -    | -    | -    | -    | -    | -    | -    | 0       |
| Roland Garros        | 1r   | 1r   | 3r   | 4r   | 2r   | 2r   | 3r   | 2r   | 2r   | 1r   | 3r   | 1r   | 2r   | 0       |
| Wimbledon            | 1r   | 2r   | 3r   | 2r   | Q    | 1r   | 3r   | 1r   | -    | 2r   | 1r   | 1r   | -    | 0       |
| US Open              | 1r   | 2r   | 1r   | 4r   | 4r   | 2r   | -    | -    | -    | 2r   | 2r   | 2r   | -    | 0       |
| Tennis Masters Cup   | -    | -    | 1r   | 1r   | Q    | -    | -    | -    | -    | -    | -    | -    | -    | 0       |

### Dobles
| Leyenda                |
| Grand Slam (2)         |
| Tennis Masters Cup (1) |
| ATP Masters Series (1) |
| ATP Tour (51)          |

| N.º | Fecha                    | Torneo                              | Superficie    | Pareja                             | Oponentes en la final                                                    | Resultado             |
| --- | ------------------------ | ----------------------------------- | ------------- | ---------------------------------- | ------------------------------------------------------------------------ | --------------------- |
| 1.  | 10 de abril de 1978      | Montecarlo, Mónaco                  | Tierra batida | Peter Fleming (Estados Unidos)     | Jaime Fillol Sr. (Chile) / Ilie Nastase (Rumania)                        | 6-4 7-5               |
| 2.  | 17 de julio de 1978      | Stuttgart Outdoor, Alemania         | Tierra batida | Jan Kodeš (República Checa)        | Carlos Kirmayr (Brasil) / Belus Prajoux (Chile)                          | 6-3 7-6               |
| 3.  | 14 de mayo de 1979       | Hamburgo, Alemania                  | Tierra batida | Jan Kodeš (República Checa)        | Mark Edmondson (Australia) / John Marks (Australia)                      | 6-3 6-1 7-6           |
| 4.  | 21 de mayo de 1979       | Roma, Italia                        | Tierra batida | Peter Fleming (Estados Unidos)     | José Luis Clerc (Argentina) / Ilie Nastase (Rumania)                     | 4-6 6-1 7-5           |
| 5.  | 19 de noviembre de 1979  | Buenos Aires, Argentina             | Tierra batida | Sherwood Stewart (Estados Unidos)  | Marcos Hocevar (Brasil) / Joao Soares (Brasil)                           | 6-1 7-5               |
| 6.  | 10 de marzo de 1980      | Stuttgart Indoor, Alemania          | Dura          | Wojtek Fibak (Polonia)             | Tim Mayotte (Estados Unidos) / Larry Stefanki (Estados Unidos)           | 6-4 7-6               |
| 7.  | 22 de febrero de 1982    | Génova, Italia                      | Carpeta       | Pavel Slozil (República Checa)     | Mike Cahill (Estados Unidos) / Buster C. Mottram (Gran Bretaña)          | 6-7 7-5 6-3           |
| 8.  | 8 de marzo de 1982       | Múnich, Alemania                    | Carpeta       | Mark Edmondson (Australia)         | Kevin Curren (Estados Unidos) / Steve Denton (Estados Unidos)            | 4-6 7-5 6-2           |
| 9.  | 26 de abril de 1982      | Madrid, España                      | Tierra batida | Pavel Slozil (República Checa)     | Heinz Gunthardt (Suiza) / Balazs Taroczy (Hungría)                       | 6-1 3-6 9-7           |
| 10. | 10 de mayo de 1982       | Hamburgo, Alemania                  | Tierra batida | Pavel Slozil (República Checa)     | Anders Jarryd (Suecia) / Hans Simonsson (Suecia)                         | 6-4 6-3               |
| 11. | 19 de julio de 1982      | Hilversum, Países Bajos             | Tierra batida | Jan Kodeš (República Checa)        | Heinz Gunthardt (Suiza) / Balazs Taroczy (Hungría)                       | 7-6 6-4               |
| 12. | 20 de septiembre de 1982 | Ginebra, Suiza                      | Tierra batida | Pavel Slozil (República Checa)     | Carl Limberger (Estados Unidos) / Mike Myburg (Sudáfrica)                | 6-4 6-0               |
| 13. | 18 de octubre de 1982    | Ámsterdam, Países Bajos             | Carpeta       | Fritz Buehning (Estados Unidos)    | Kevin Curren (Estados Unidos) / Buster C. Mottram (Gran Bretaña)         | 4-6 6-3 6-0           |
| 14. | 6 de noviembre de 1982   | Toulouse, Francia                   | Dura          | Pavel Slozil (República Checa)     | Jean Louis Haillet (Francia) / Yannick Noah (Francia)                    | 6-4 6-4               |
| 15. | 15 de noviembre de 1982  | Dortumnd, Alemania                  | Carpeta       | Pavel Slozil (República Checa)     | Mike Cahill (Estados Unidos) / Francisco González (Paraguay)             | 6-2 6-7 6-1           |
| 16. | 24 de enero de 1983      | Guarujá, Brasil                     | Dura          | Tim Gullikson (Estados Unidos)     | Shlomo Glickstein (Israel) / Van Winitsky (Estados Unidos)               | 5-7 7-6 6-3           |
| 17. | 7 de febrero de 1983     | Richmond, Estados Unidos            | Carpeta       | Pavel Slozil (República Checa)     | Fritz Buehning (Estados Unidos) / Brian Teacher (Estados Unidos)         | 6-2 6-4               |
| 18. | 21 de febrero de 1983    | Delray Beach, Estados Unidos        | Tierra batida | Pavel Slozil (República Checa)     | Anand Amritraj (India) / Johan Kriek (Estados Unidos)                    | 7-6 6-4               |
| 19. | 21 de marzo de 1983      | Milán, Italia                       | Carpeta       | Pavel Slozil (República Checa)     | Fritz Buehning (Estados Unidos) / Peter Fleming (Estados Unidos)         | 6-2 5-7 6-4           |
| 20. | 18 de abril de 1983      | Bournemouth, Inglaterra             | Tierra batida | Sherwood Stewart (estados Unidos)  | Heinz Gunthardt (Suiza) / Balazs Taroczy (Hungría)                       | 7-6 7-5               |
| 21. | 4 de julio de 1983       | Gstaad, Suiza                       | Tierra batida | Pavel Slozil (República Checa)     | Colin Dowdeswell (Gran Bretaña) / Wojtek Fibak (Polonia)                 | 6-7 6-4 6-2           |
| 22. | 10 de octubre de 1983    | Basilea, Suiza                      | Dura          | Pavel Slozil (República Checa)     | Stefan Edberg (Suecia) / Florin Segarceanu (Rumania)                     | 6-1 3-6 7-6           |
| 23. | 19 de marzo de 1984      | Milán, Italia                       | Carpeta       | Pavel Slozil (República Checa)     | Kevin Curren (Estados Unidos) / Steve Denton (Estados Unidos)            | 6-4 6-3               |
| 24. | 9 de abril de 1984       | Luxemburgo, Luxemburgo              | Carpeta       | Anders Jarryd (Suecia)             | Mark Edmondson (Australia) / Sherwood Stewart (Estados Unidos)           | 6-3 7-5               |
| 25. | 23 de julio de 1984      | Hilversum, Países Bajos             | Tierra batida | Anders Jarryd (Suecia)             | Broderick Dyke (Australia) / Michael Fancutt (Australia)                 | 6-4 5-7 7-6           |
| 26. | 30 de julio de 1984      | North Conway, Estados Unidos        | Tierra batida | Brian Gottfried (Estados Unidos)   | Cassio Motta (Brasil) / Blaine Willenborg (Estados Unidos)               | 6-4 6-2               |
| 27. | 28 de agosto de 1984     | US Open, Nueva York, Estados Unidos | Dura          | John Fitzgerald (Australia)        | Stefan Edberg (Suecia) / Anders Jarryd (Suecia)                          | 7-6 6-3 6-3           |
| 28. | 10 de septiembre de 1984 | Palermo, Italia                     | Tierra batida | Blaine Willenborg (Estados Unidos) | Claudio Panatta (Italia) / Henrik Sundstrom (Suecia)                     | 6-7 6-3 6-0           |
| 29. | 1 de octubre de 1984     | Barcelona, España                   | Tierra batida | Pavel Slozil (República Checa)     | Martín Jaite (Argentina) / Víctor Pecci Sr. (Paraguay)                   | 6-2 6-0               |
| 30. | 8 de octubre de 1984     | Basilea, Suiza                      | Dura          | Pavel Slozil (República Checa)     | Stefan Edberg (Suecia) / Tim Wilkison (Estados Unidos)                   | 7-6 6-2               |
| 31. | 29 de octubre de 1984    | Estocolmo, Suecia                   | Dura          | Henri Leconte (Francia)            | Vijay Amritraj (India) / Ilie Nastase (Rumania)                          | 3-6 7-6 6-4           |
| 33. | 28 de enero de 1985      | Memphis, Estados Unidos             | Carpeta       | Pavel Slozil (República Checa)     | Kevin Curren (Estados Unidos) / Steve Denton (Estados Unidos)            | 1-6 6-3 6-4           |
| 34. | 18 de marzo de 1985      | Róterdam, Holanda                   | Carpeta       | Pavel Slozil (República Checa)     | Vitas Gerulaitis (Estados Unidos) / Paul McNamee (Australia)             | 6-4 6-4               |
| 35. | 1 de abril de 1985       | Montecarlo, Mónaco                  | Tierra batida | Pavel Slozil (República Checa)     | Shlomo Glickstein (Israel) / Shahar Perkiss (Israel)                     | 6-2 6-3               |
| 36. | 8 de julio de 1985       | Gstaad, Suiza                       | Tierra batida | Wojtek Fibak (Polonia)             | Brad Drewett (Australia) / Mark Edmondson (Australia)                    | 6-7 6-4 6-4           |
| 37. | 9 de septiembre de 1985  | Stuttgart Outdoor, Alemania         | Tierra batida | Ivan Lendl (Estados Unidos)        | Andy Kohlberg (Estados Unidos) / Joao Soares (Brasil)                    | 3-6 6-4 6-2           |
| 38. | 7 de abril de 1986       | Bari, Italia                        | Tierra batida | Gary Donnelly (Estados Unidos)     | Sergio Casal (España) / Emilio Sánchez Vicario (España)                  | 2-6 6-4 6-4           |
| 39. | 26 de mayo de 1986       | Roland Garros, Francia              | Tierra batida | John Fitzgerald (Australia)        | Stefan Edberg (Suecia) / Anders Jarryd (Suecia)                          | 3-6 6-4 3-6 7-6 14-12 |
| 40. | 28 de julio de 1986      | Hilversum, Holanda                  | Tierra batida | Miloslav Mecir (Eslovaquia)        | Tom Nijssen (Holanda) / Johan Vekemans (Holanda)                         | 6-4 6-2               |
| 41. | 4 de agosto de 1986      | Kitzbühel, Austria                  | Tierra batida | Heinz Gunthardt (Suiza)            | Hans Gildemeister (Chile) / Andrés Gómez (Ecuador)                       | 4-6 6-3 7-6           |
| 42. | 6 de octubre de 1986     | Toulouse, Francia                   | Dura          | Miloslav Mecir (Eslovaquia)        | Jakob Hlasek (Suiza) / Pavel Slozil (República Checa)                    | 6-2 3-6 6-4           |
| 43. | 27 de abril de 1987      | Hamburgo, Alemania                  | Tierra batida | Miloslav Mecir (Eslovaquia)        | Claudio Mezzadri (Suiza) / Jim Pugh (Estados Unidos)                     | 4-6 7-6 6-2           |
| 44. | 6 de julio de 1987       | Gstaad, Suiza                       | Tierra batida | Jan Gunnarsson (Suecia)            | Loic Courteau (Francia) / Guy Forget (Francia)                           | 7-6 6-2               |
| 45. | 10 de agosto de 1987     | Praga, República Checa              | Tierra batida | Miloslav Mecir (Eslovaquia)        | Stanislav Birner (República Checa) / Jaroslav Navratil (República Checa) | 6-3 6-7 6-3           |
| 46. | 21 de septiembre de 1987 | Barcelona, España                   | Tierra batida | Miloslav Mecir (Eslovaquia)        | Javier Frana (Argentina) / Christian Miniussi (Argentina)                | 6-1 6-2               |
| 47. | 5 de octubre de 1987     | Basilea, Suiza                      | Tierra batida | Anders Jarryd (Suecia)             | Stanislav Birner (República Checa) / Jaroslav Navratil (República Checa) | 6-4 6-3               |
| 48. | 10 de noviembre de 1987  | Wembley, Inglaterra                 | Carpeta       | Miloslav Mecir (Eslovaquia)        | Ken Flach (Estados Unidos) / Robert Seguso (Estados Unidos)              | 7-5 6-4               |
| 49. | 7 de diciembre de 1987   | Tennis Masters Cup, Inglaterra      | Carpeta       | Miloslav Mecir (Eslovaquia)        | Ken Flach (Estados Unidos) / Robert Seguso (Estados Unidos)              | 6-4 7-5 6-7 6-3       |
| 50. | 19 de septiembre de 1988 | Geneva, Suiza                       | Tierra batida | Mansour Bahrami (Irán)             | Gustavo Luza (Argentina) / Guillermo Pérez Roldán (Argentina)            | 6-4 6-3               |
| 51. | 4 de octubre de 1988     | Basilea, Suiza                      | Dura          | Jakob Hlasek (Suiza)               | Jeremy Bates (Inglaterra) / Peter Lundgren (Suecia)                      | 6-3 6-1               |
| 52. | 10 de abril de 1989      | Atenas, Grecia                      | Tierra batida | Claudio Panatta (Italia)           | Gustavo Giussani (Argentina) / Gerardo Mirad (Argentina)                 | 6-3 6-2               |
| 53. | 24 de abril de 1989      | Montecarlo, Mónaco                  | Tierra batida | Mark Woodforde (Australia)         | Paolo Cane (Italia) / Diego Nargiso (Italia)                             | 1-6 6-4 6-2           |
| 54. | 24 de julio de 1989      | Stuttgart Outdoor, Alemania         | Tierra batida | Petr Korda (República Checa)       | Florin Segarceanu (Rumania) / Cyril Suk (República Checa)                | 6-3 6-4               |
| 55. | 23 de abril de 1990      | Montecarlo, Mónaco                  | Tierra batida | Petr Korda (República Checa)       | Andrés Gómez (Ecuador) / Javier Sánchez Vicario (España)                 | 6-4 7-6               |

### Finalista en Dobles
- 1978:
  - GP de Niza junto a Jan Kodeš pierden ante Patrice Dominguez y Francois Jauffret por 4-6 0-6 sobre tierra batida.
  - GP de Roma junto a Jan Kodeš pierden ante Víctor Pecci Sr. y Belus Prajoux por 7-6 6-7 1-6 sobre tierra batida.
  - GP de Aix-en-Provence junto a Jan Kodeš pierden ante Ion Tiriac y Guillermo Vilas por 6-7 1-6 sobre tierra batida.
  - GP de Madrid junto a Pavel Slozil pierden ante Wojtek Fibak y Jan Kodeš por 7-6 1-6 2-6 sobre tierra batida.
- 1979:
  - GP de Milán junto a José Luis Clerc pierden ante Peter Fleming y John McEnroe por 1-6 3-6 sobre carpeta.
  - GP de Niza junto a Pavel Slozil pierden ante Peter McNamara y Paul McNamee por 1-6 6-3 2-6 sobre tierra batida.
  - GP de Indianápolis junto a Jan Kodeš pierden ante Gene Mayer y John McEnroe por 4-6 6-7 sobre tierra batida.
  - GP de Wembley junto a Stan Smith pierden ante Peter Fleming y John McEnroe por 2-6 3-6 sobre carpeta.
- 1980:
  - GP de Memphis junto a Rod Frawley pierden ante Brian Gottfried y John McEnroe por 3-6 7-6 6-7 sobre carpeta.
  - GP de Viena junto a Pavel Slozil pierden ante Gianni Ocleppo y Christophe Roger-Vasselin por 3-6 7-6 3-6 sobre tierra batida.
  - GP de Colonia junto a Jan Kodeš pierden ante Bernard Mitton y Andrew Pattison por 4-6 1-6 sobre superficie dura.
- 1981:
  - GP de Montecarlo junto a Pavel Slozil pierden ante Heinz Gunthardt y Balazs Taroczy por 3-6 3-6 sobre tierra batida.
  - GP de Bournemouth junto a Buster C. Mottram pierden ante Ricardo Cano y Victor ecci Sr. por 4-6 6-3 3-6 sobre tierra batida.
  - GP de Roma junto a Bruce Manson pierden ante Hans Gildemeister y Andrés Gómez por 5-7 2-6 sobre tierra batida.
  - GP de Geneva junto a Pavel Slozil pierden ante Heinz Gunthardt y Balazs Taroczy por 4-6 6-3 2-6 sobre tierra batida.
  - GP de Madrid junto a Heinz Gunthardt pierden ante Hans Gildemeister y Andrés Gómez por 2-6 6-3 3-6 sobre tierra batida.
  - GP de Bolonia junto a Balazs Taroczy pierden ante Sammy Giammalva Jr. y Henri Leconte por 6-7 4-6 sobre carpeta.
- 1982:
  - GP de México junto a Balazs Taroczy pierden ante Sherwood Stewart y Ferdi Taygan por 4-6 5-7 sobre carpeta.
  - GP de Delray Beach junto a Balazs Taroczy pierden ante Mel Purcell y Eliot Teltscher por 4-6 6-7 sobre tierra batida.
  - GP de Wembley junto a Heinz Gunthardt pierden ante Peter Fleming y John McEnroe por 6-7 4-6 sobre carpeta.
- 1983:
  - GP de Houston junto a Mark Dickson pierden ante Kevin Curren y Steve Denton por 6-7 7-6 1-6 sobre tierra batida.
  - GP de Múnich junto a Anders Jarryd pierden ante Chris Lewis y Pavel Slozil por 4-6 2-6 sobre tierra batida.
  - GP de Stuttgart junto a Pavel Slozil pierden ante Anand Amritraj y Mike Bauer por 6-4 3-6 2-6 sobre tierra batida.
  - GP de Hilversum junto a Jan Kodeš pierden ante Heinz Gunthardt y Balazs Taroczy por 6-3 2-6 3-6 sobre tierra batida.
- 1984:
  - Tennis Masters Cup junto a Pavel Slozil pierden ante Anders Jarryd y Hans Simonsson por 6-1 3-6 6-3 4-6 3-6 sobre Carpeta.
  - GP de Memphis junto a Heinz Gunthardt pierden ante Fritz Buehning y Peter Fleming por 3-6 0-6 sobre carpeta.
  - Roland Garros junto a Pavel Slozil pierden ante Henri Leconte y Yannick Noah por 4-6 6-2 6-3 3-6 2-6 sobre Tierra Batida.
  - GP de Geneva junto a Libor Pimek pierden ante Michael Mortensen y Mats Wilander por 1-6 6-3 5-7 sobre tierra batida.
  - GP de Wembley junto a Pavel Slozil pierden ante Andrés Gómez y Ivan Lendl por 2-6 2-6 sobre carpeta.
- 1985:
  - Master Nueva York junto a Pavel Slozil pierden ante Peter Fleming y John McEnroe por 2-6 2-6 sobre carpeta.
  - GP de Atlanta junto a Steve Denton pierden ante Paul Annacone y Christo Van Rensburg por 4-6 3-6 sobre carpeta.
  - GP de Toulouse junto a Pavel Slozil pierden ante Ricardo Acuña y Jakob Hlasek por 6-3 2-6 7-9 sobre superficie dura.
  - GP de Hong Kong junto a Jakob Hlasek pierden ante Brad Drewett y Kim Warwick por 3-6 6-4 2-6 sobre superficie dura.
- 1986:
  - GP de Bruselas junto a John Fitzgerald pierden ante Boris Becker y Slobodan Zivojinovic por 6-7 5-7 sobre carpeta.
  - GP de Basilea junto a Jan Gunnarsson pierden ante Guy Forget y Yannick Noah por 6-7 4-6 sobre superficie dura.
- 1987:
  - GP de Roma junto a Miloslav Mecir pierden ante Guy Forget y Yannick Noah por 2-6 7-6 3-6 sobre tierra batida.
  - GP de Kitzbühel junto a Miloslav Mecir pierden ante Sergio Casal y Emilio Sánchez por 6-7 6-7 sobre tierra batida.
  - GP de Palermo junto a Petr Korda pierden ante Leonardo Lavalle y Claudio Panatta por 6-3 4-6 4-6 sobre tierra batida.
- 1988:
  - GP de Milán junto a Miloslav Mecir pierden ante Boris Becker y Eric Jelen por 3-6 3-6 sobre carpeta.
  - GP de Roma junto a Anders Jarryd pierden ante Jorge Lozano y Todd Witsken por 3-6 3-6 sobre tierra batida.
  - GP de Viena junto a Kevin Curren pierden ante Alex Antonitsch y Balazs Taroczy por 6-4 3-6 6-7 sobre carpeta.
  - GP de Bruselas junto a John Fitzgerald pierden ante Wally Masur y Tom Nijssen por 5-7 6-7 sobre carpeta.
- 1989:
  - GP de Kitzbühel junto a Petr Korda pierden ante Emilio Sánchez Vicario y Javier Sánchez Vicario por 5-7 6-7 sobre tierra batida.
  - GP de Praga junto a Petr Korda pierden ante Jordi Arrese y Horst Skoff por 4-6 4-6 sobre tierra batida.
  - GP de Madrid junto a Francisco Clavet pierden ante Tomás Carbonell y Carlos Costa por 5-7 3-6 sobre tierra batida.
  - GP de Barcelona junto a Sergio Casal pierden ante Gustavo Luza y Christian Miniussi por 3-6 3-6 sobre tierra batida.
- 1990:
  - GP de Múnich junto a Petr Korda pierden ante Udo Riglewski y Michael Stich por 1-6 4-6 sobre tierra batida.

### Clasificación en torneos del Grand Slam
| Torneo               | 1992 | 1991 | 1990 | 1989 | 1988 | 1987 | 1986 | 1985 | 1984 | 1983 | 1982 | 1981 | 1980 | 1979 | 1978 | 1977 | 1976 | Títulos |
| -------------------- | ---- | ---- | ---- | ---- | ---- | ---- | ---- | ---- | ---- | ---- | ---- | ---- | ---- | ---- | ---- | ---- | ---- | ------- |
| Abierto de Australia | 1r   | -    | -    | -    | -    | -    | -    | 1r   | -    | 2r   | -    | -    | -    | -    | -    | -    | -    | 0       |
| Roland Garros        | -    | -    | 3r   | 3r   | 1r   | 1r   | W    | 1r   | F    | S    | -    | 3r   | 3r   | S    | Q    | -    | 1r   | 1       |
| Wimbledon            | -    | -    | 2r   | -    | Q    | 3r   | 2r   | 2r   | 3r   | -    | 1r   | 2r   | -    | 3r   | -    | -    | -    | 0       |
| US Open              | -    | 1r   | 1r   | 3r   | 3r   | 3r   | 3r   | 1r   | W    | 1r   | -    | -    | -    | 2r   | 2r   | 1r   | -    | 1       |
| Tennis Masters Cup   | -    | -    | -    | -    | -    | W    | S    | -    | F    | -    | -    | -    | -    | -    | -    | -    | -    | 1       |